# Homole (Drhovy)
Homole je malá vesnice, část obce Drhovy v okrese Příbram ve Středočeském kraji. Nachází se asi tři kilometry východně od Drhov. Je zde evidováno 21 adres. V roce 2011 zde trvale žilo 47 obyvatel.
Homole leží v katastrálním území Homole u Nechalova o rozloze 1,22 km².

## Historie
První písemná zmínka o vesnici pochází z roku 1603.

## Obyvatelstvo
| Rok            | 1869 | 1880 | 1890 | 1900 | 1910 | 1921 | 1930 | 1950 | 1961 | 1970 | 1980 | 1991 | 2001 | 2011 | 2021 |
| -------------- | ---- | ---- | ---- | ---- | ---- | ---- | ---- | ---- | ---- | ---- | ---- | ---- | ---- | ---- | ---- |
| Počet obyvatel | 109  | 114  | 95   | 91   | 102  | 107  | 91   | 61   | 32   | 46   | 32   | 43   | 49   | 47   | 43   |
| Počet domů     | 15   | 16   | 16   | 17   | 17   | 18   | 18   | 17   | 16   | 15   | 12   | 19   | 21   | 22   | 21   |

## Obecní správa
Při sčítání lidu v letech 1850–1929 Homole byla osadou obce Drhovy v okrese Příbram. V letech 1930–1979 byla osadou obce Nechalov, se kterým patřila nejprve do okresu Příbram, ale v roce 1950 v okrese Dobříš a od roku 1960 opět v okrese Příbram. Od 1. ledna 1980 je opět částí obce Drhovy v okrese Příbram.

## Pamětihodnosti
- Dům čp. 7
- Zoopark Jelení Homole